# Thomas Corbett, 2. Baron Rowallan
Thomas Godfrey Polson Corbett, 2. Baron Rowallan (* 19. Dezember 1895 in London; † 30. November 1977 in Glasgow, Schottland) war ein britischer Offizier und Gouverneur von Tasmanien.

## Leben
Thomas Corbett wurde als zweites Kind und ältester Sohn des schottischen Politikers und Kaufmanns Archibald Cameron Corbett, 1. Baron Rowallan und seiner Frau Alice Mary Polson im Londoner Stadtteil Chelsea geboren. Nach dem Besuch des Eton College ging er bei Ausbruch des Ersten Weltkriegs zum Ayrshire-Yeomanry-Regiment, einer Kavallerieeinheit, und kämpfte bei der Schlacht um Gallipoli, im Sinai- und Palästinafeldzug und an der Westfront, wo er 1918 schwer an den Beinen verwundet wurde. Am 14. August 1918 heiratete er Gwyn Mervyn Grimond, eine Schwester von Joseph Grimond.
Nach dem Krieg hielt er sich auf dem Familienanwesen Rowallan Castle in Schottland auf und widmete sich der Vieh- und Milchwirtschaft. Ab 1922 engagierte er sich in der Pfadfinderbewegung. 1933 folgte er seinem Vater als 2. Baron Rowallan nach.
Bei Ausbruch des Zweiten Weltkriegs stellte Corbett ein Infanterieregiment der Royal Scots Fusiliers zusammen und führte es 1939 unter seinem Befehl mit der British Expeditionary Force nach Frankreich. Nach der Besetzung Frankreichs durch deutsche Truppen wurde das Regiment im Juni 1940 im Rahmen von Operation Aerial aus Cherbourg evakuiert. Anschließend war er nun an der Ausbildung junger Kadetten in England beteiligt, bis er 1944 im Rang eines Oberstleutnants aus der Armee ausschied. Von 1945 bis 1959 war er als Chief Scout der Scout Association Leiter aller Jungenpfadfindergruppen im gesamten Commonwealth.
Am 28. Mai 1959 wurde er zum Gouverneur von Tasmanien ernannt und im Oktober desselben Jahres in Hobart vereidigt. Corbett wird als Verfechter von Tasmaniens Eigenständigkeit beschrieben; so bestand er bei einer ernsthaften Überschwemmungskatastrophe 1960 auf direkten Kontakt mit der britischen Krone, ohne Umweg über den Generalgouverneur von Australien. Auch während seiner Amtszeit widmete er sich weiter der Viehzucht.
1961 wurde bei ihm ein Mundhöhlenkarzinom festgestellt, weshalb er sich ließ sich London behandeln ließ. Nach dem Ende seiner Amtszeit am 25. März 1963 kehrte er nach Schottland zurück. 1976 veröffentlichte er seine Autobiographie (Rowallan). Er starb am 30. November 1977 in Glasgow. Er hinterließ eine Tochter und fünf Söhne, von denen der älteste, Arthur Corbett, seinen Adelstitel erbte.

## Orden und Auszeichnungen
- Military Cross (1918)
- Knight Commander des Order of the British Empire (1951)
- Knight Companion des Distelordens (1957)
- Ehrendoktorwürden der McGill University (1948), der University of Glasgow (1952) und der University of Birmingham (1957)